# Britt-Mari Näsström
Britt-Mari Näsström, född 22 november 1942, är en svensk religionshistoriker och professor emerita vid Göteborgs universitet.
Näsström disputerade 1986 med avhandlingen O mother of the gods and men: some aspects of the religious thoughts in emperor Julian's discourse on the mother of the gods.
Hennes forskning omfattar fornnordisk religion, mysteriereligioner under antiken, divination och religion samt Bachofen och feminismen.

## Ledamot- och medlemskap
- Nathan Söderblom-sällskapet[1]